# Merlin (Robinson)

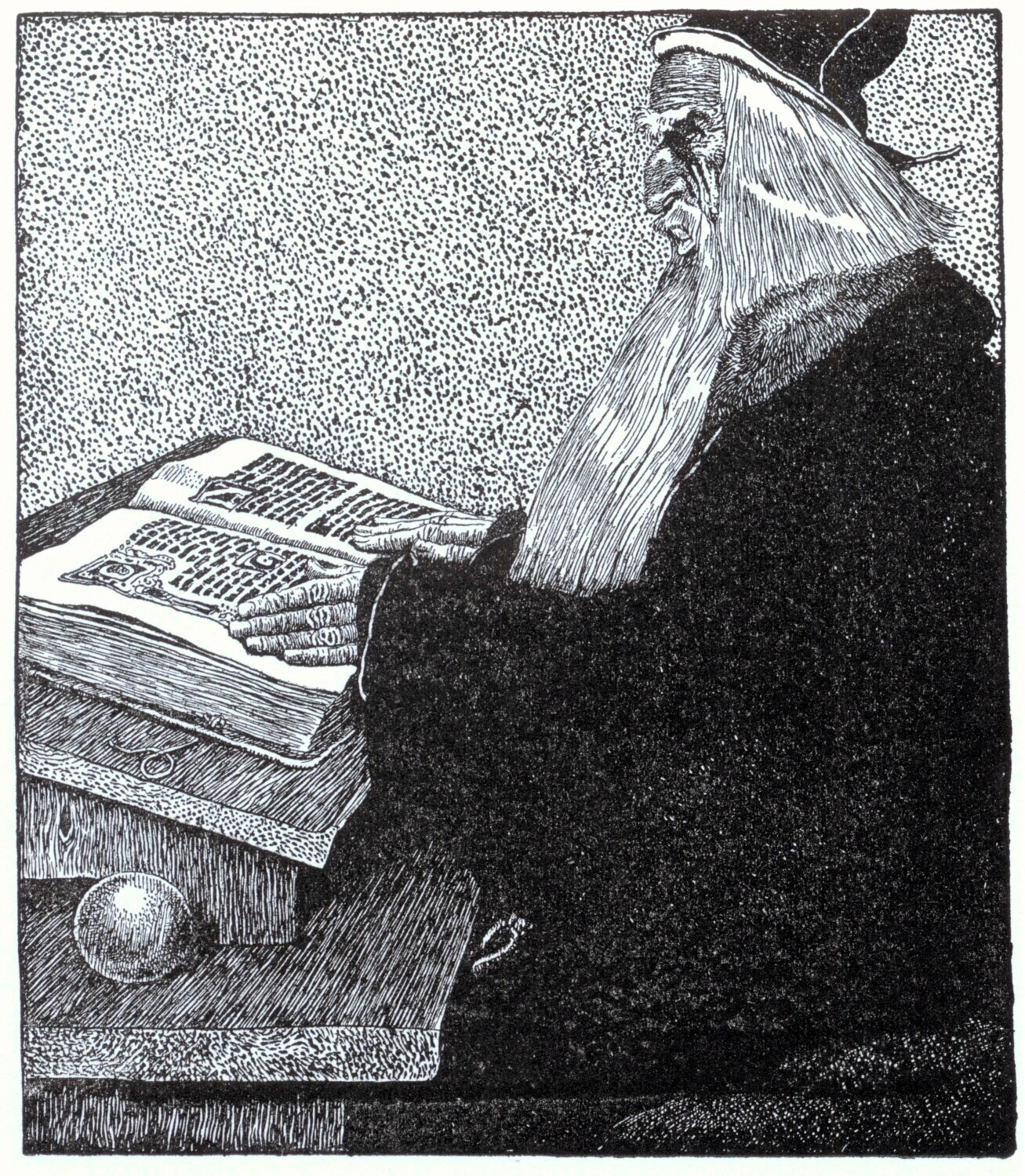
Arthur Pyle, czarodziej Merlin

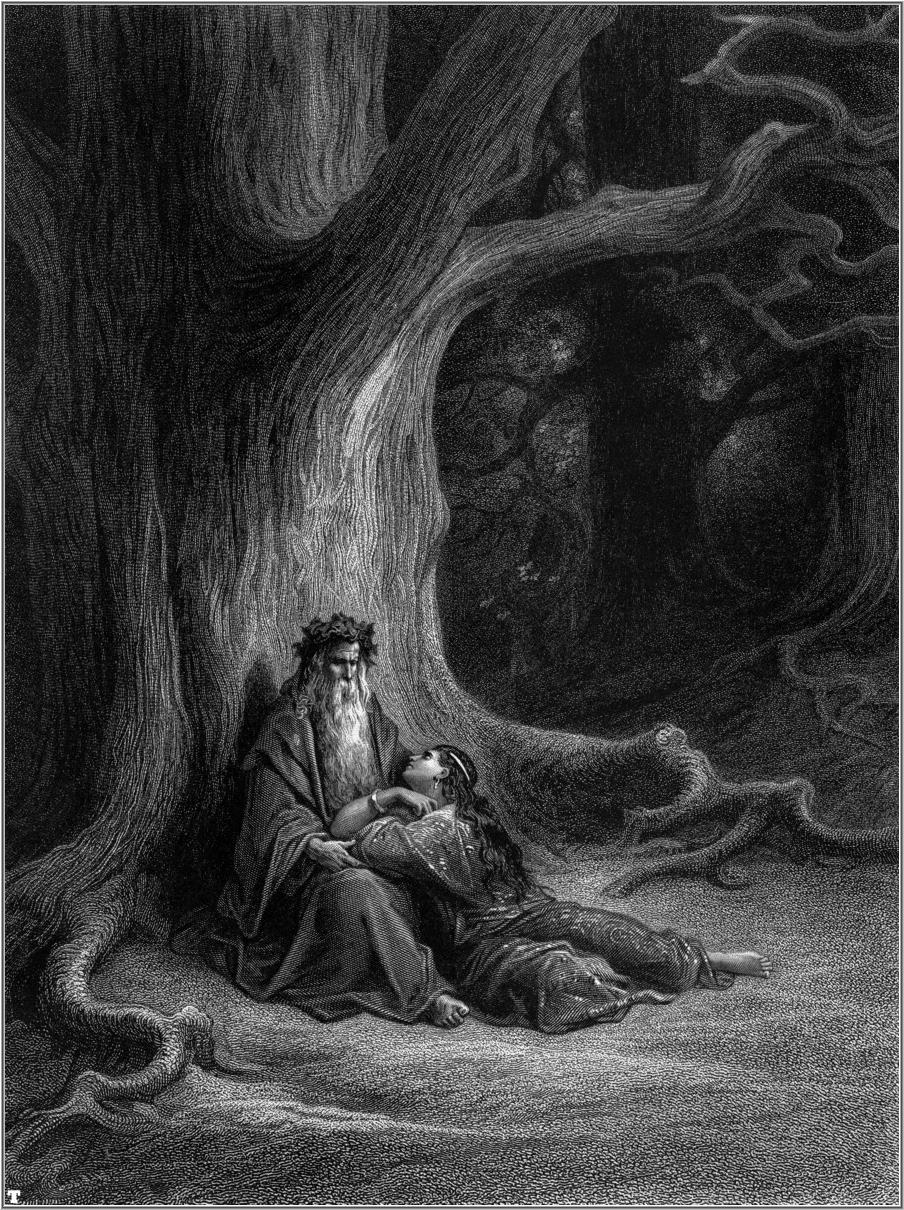
Gustave Doré’, Ilustracja do Idyll królewskich Alfreda Tennysona

Merlin – poemat amerykańskiego poety Edwina Arlingtona Robinsona opublikowany w 1917. Stanowi on pierwszą część trylogii arturiańskiej, której kolejnymi częściami są Lancelot (1920) i Tristram (1927). Utwór jest napisany wierszem białym (blank verse), formą często wykorzystywaną przez poetę. 

“Gawaine, Gawaine, what look ye for to see,
So far beyond the faint edge of the world?
D’ye look to see the lady Vivian,
Pursued by divers ominous vile demons
That have another king more fierce than ours?
Or think ye that if ye look far enough
And hard enough into the feathery west
Ye’ll have a glimmer of the Grail itself?
And if ye look for neither Grail nor lady,
What look ye for to see, Gawaine, Gawaine?”

Poeta stosuje też aliterację, czyli współbrzmienie nagłosowe: Where now she crowns him and herself with flowers/And feeds him fruits and wines and many foods/Of many savors, and sweet ortolans./Wise books of every lore of every land.
Zdaniem Edith J.R. Isaacs poemat Robinsona wyraża pogląd, że wiara i miłość uratuje kiedyś świat. Autorka podkreśla też nowoczesne podejście poety do przemijania: Time swings/A mighty scythe, and some day all your peace/Goes down before its edge like so much clover.
Zobacz też: Idylle królewskie.